# Steijn Schothorst
Steijn Schothorst (Blaricum, 14 oktober 1994) is een Nederlands autocoureur. Hij is de zoon van Jeroen Schothorst, broer van Pieter Schothorst en neef van Bas Schothorst. Allen actief in de Nederlandse autosport.
In 2009 werd Steijn Schothorst 2e bij het Nederlands Kampioenschap Karten met een RK1 in de RK1-Junioren klasse. In 2010 wordt hij - 15 jaar oud - uitgeroepen tot KNAF Talent First. Datzelfde jaar neemt hij deel in de Formido Swift Cup bij Coronel Racing, het raceteam van onder anderen Tim Coronel en Tom Coronel. In 2011 volgt hij zijn broer Pieter Schothorst op bij het Formule Ford team van Geva Racing en zal dat jaar 3e worden in het Benelux Kampioenschap. 
Op het "onofficiële" wereldkampioenschap (Formule Ford Festival) van 2011 wordt Schothorst, op 0,427 seconden van de winnaar, tweede.
In 2012 behaalde Schothorst een 5e plaats in de Formule Renault 2.0 NEC voor Manor Motorsport. Daarnaast maakte hij zijn opwachting in een aantal Eurocup Formule Renault 2.0-wedstrijden, waar ook zijn broer Pieter Schothorst in deelnam.
Tijdens het winterseizoen 2012-2013 reisde Schothorst af naar Nieuw-Zeeland om deel te nemen aan de Toyota Racing Series. Tijdens de 5 races - op voor hem onbekende circuits - wist hij uiteindelijk een 4e plaats in het eind klassement veilig te stellen. De 1e heat van race 5 in Manfeild wist hij zelfs te winnen, door bij de start de leiding te nemen en deze niet meer los te laten. Leuk detail was dat broer Pieter ook eenmalig meereed.
Na het seizoen 2014, waarin Schothorst als vierde eindigde in de Formule Renault 2.0 NEC, stapte hij vanuit het formuleracing over naar de sportwagens en reed voor Equipe Verschuur in de Renault Sport Trophy. Achter Andrea Pizzitola werd hij tweede in de Elite-klasse, terwijl hij samen met Jeroen Schothorst veertiende werd in de Endurance Trophy.
In 2016 maakt Schothorst zijn debuut in de GP3 Series voor Campos Racing. Met twee vijfde plaatsen op Silverstone en het Sepang International Circuit als beste resultaten werd hij de beste Campos-coureur in het kampioenschap met een dertiende plaats, waarbij hij 36 punten behaalde.
In 2017 keert Schothorst terug in de GP3, maar stapt hij over naar het team Arden International.